# 第23回ハリウッド映画賞
第23回ハリウッド映画賞は2019年の映画に贈られる賞であり、2019年11月3日にカリフォルニア州ビバリーヒルズのビバリー・ヒルトンで授賞式が行われる予定。

## 受賞一覧
受賞対象は太字で記す。

### 主演男優賞
- アントニオ・バンデラス - 『ペイン・アンド・グローリー』

### 主演女優賞
- レネー・ゼルウィガー - 『ジュディ 虹の彼方に』

### 助演男優賞
- アル・パチーノ - 『アイリッシュマン』

### 助演女優賞
- ローラ・ダーン - 『マリッジ・ストーリー』

### 監督賞
- ジェームズ・マンゴールド - 『フォードvsフェラーリ』

### 脚本賞
- アンソニー・マクカーテン - 『2人のローマ教皇』

### フィルムメイカー賞
- ポン・ジュノ - 『パラサイト 半地下の家族』

### プロデューサー賞
- エマ・ティリンジャー・コスコフ - 『アイリッシュマン』

### ブレイクスルー男優賞
- タロン・エジャトン - 『ロケットマン』

### ブレイクスルー女優賞
- シンシア・エリヴォ - 『ハリエット』

### ブレイクスルー監督賞
- オリヴィア・ワイルド - 『ブックスマート 卒業前夜のパーティーデビュー』

### ブレイクスルー脚本賞
- シャイア・ラブーフ - 『ハニーボーイ』

### アニメーション映画賞
- 『トイ・ストーリー4』

### ブロックバスター映画賞
- 『アベンジャーズ/エンドゲーム』

### 作曲賞
- ランディ・ニューマン - 『マリッジ・ストーリー』

### 主題歌賞
- 「Letter to My Godfather」（歌手:ファレル・ウィリアムズ） - 『ブラック・ゴッドファーザー: クラレンス・アヴァントの軌跡』

### 撮影賞
- ミハイ・マライメア・Jr - 『ジョジョ・ラビット』

### 編集賞
- マイケル・マカスカー、アンドリュー・バックランド - 『フォードvsフェラーリ』

### 美術賞
- ラ・ヴィンセント（英語版） - 『ジョジョ・ラビット』

### 衣装デザイン賞
- アンナ・メアリー・スコット・ロビンス - 『ダウントン・アビー』

### メイクアップ＆スタイリング賞
- リジー・イアニ＝ジョージウー、タピオ・サルミ、バリー・ガワー - 『ロケットマン』

### 音響賞
- ドナルド・シルヴェスター、ポール・マッセイ、デヴィッド・ジャンマルコ（英語版）、スティーヴン・A・モロー - 『フォードvsフェラーリ』

### 視覚効果賞
- パブロ・ヘルマン（英語版） - 『アイリッシュマン』